# Predator: Concrete Jungle
 (janvier 2015).
Si vous disposez d'ouvrages ou d'articles de référence ou si vous connaissez des sites web de qualité traitant du thème abordé ici, merci de compléter l'article en donnant les références utiles à sa vérifiabilité et en les liant à la section « Notes et références ».
Predator: Concrete Jungle est un jeu vidéo d'action de la série Predator. Développé par Eurocom et publié par Vivendi Universal Games, il est sorti en 2005 sur PlayStation 2 et Xbox.
Il est déconseillé aux moins de 18 ans, en raison d'une forte dose de violence et de sang.
Il a été décidé que ce jeu n'intégrerait qu'un Predator, et ne serait pas un jeu basé sur un film particulier de l'univers de Predator.

## Système de jeu
Le système se compose comme un gta-like, il permet de se déplacer sur les mini-cartes pour chaque mission et le Predator est unique en son genre, car c'est un bad blood et il doit retrouver son honneur.